# Shinas

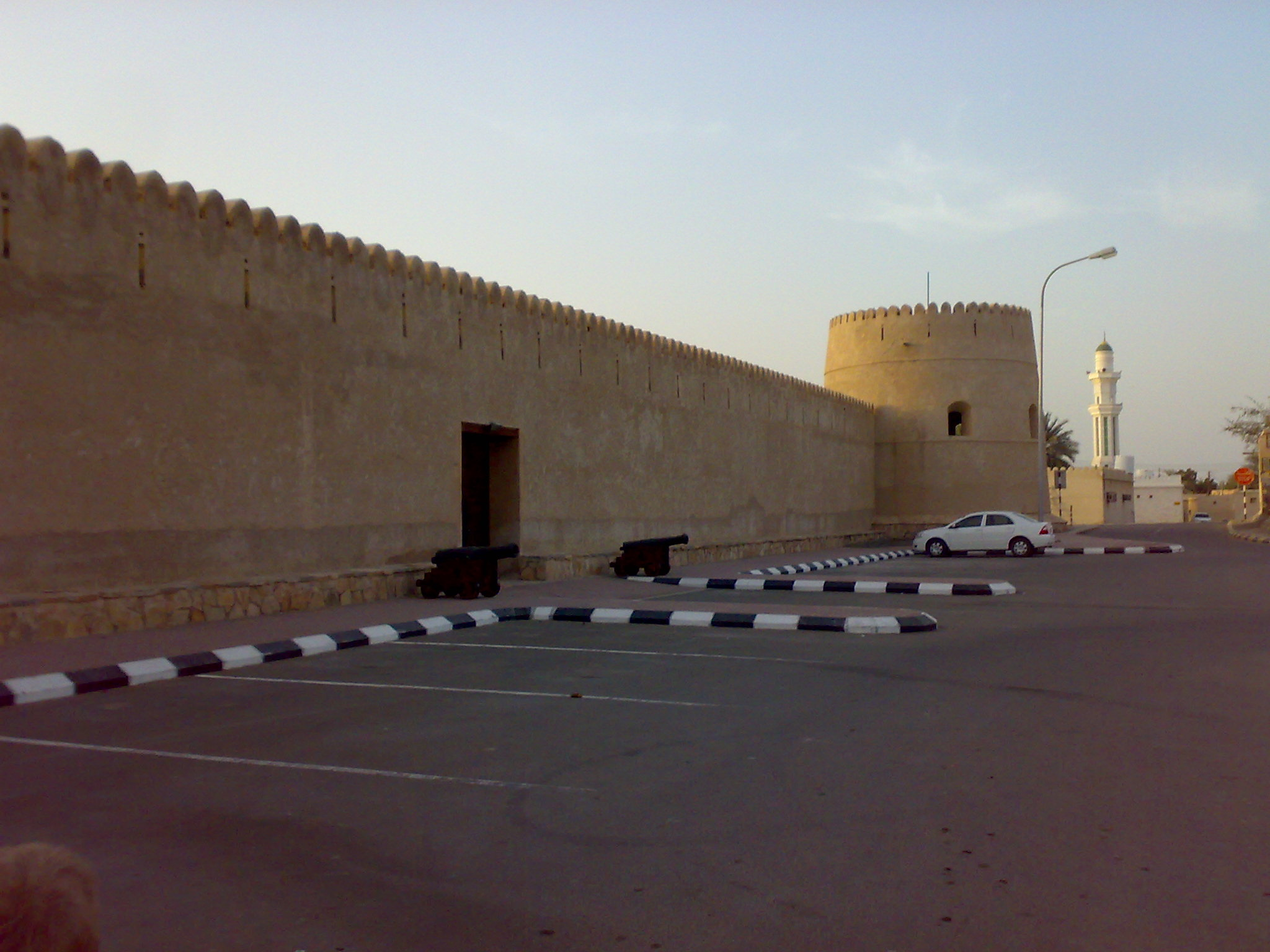
Le fort de Shinas.

Shinas est une ville côtière du Sultanat d'Oman située dans la région Al Batinah, au Nord du pays, à proximité de la frontière avec les Émirats arabes unis.

## Population
La population devrait bientôt[Quand ?] atteindre 50 000 habitants.[réf. nécessaire]